# 圣穆理思堂 (里尔)
50°38′08.9″N 03°04′01.7″E / 50.635806°N 3.067139°E
圣穆理思堂（Église Saint-Maurice）是一座罗马天主教教堂，位于法国里尔老城的巴黎街，建于14世纪末，完成于19世纪末，延续了四个多世纪。该堂为哥特式风格，1914年列为法国历史古迹。

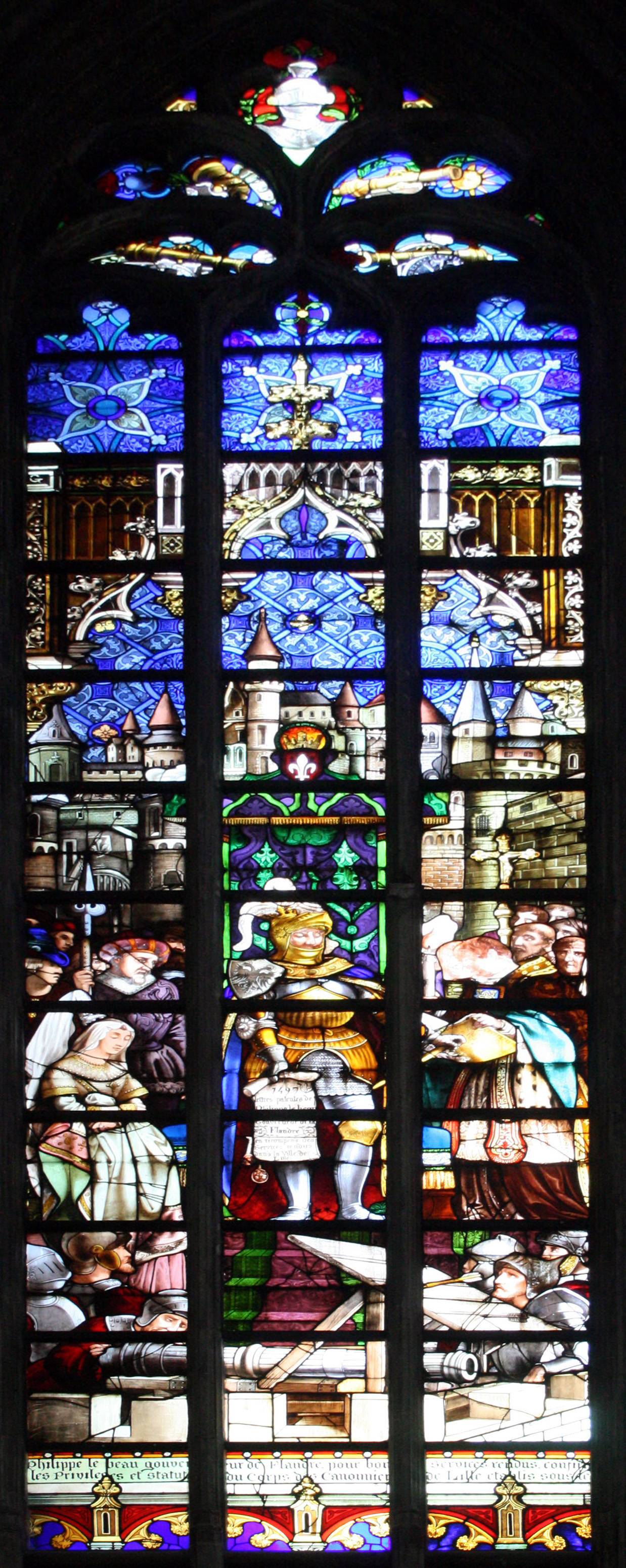
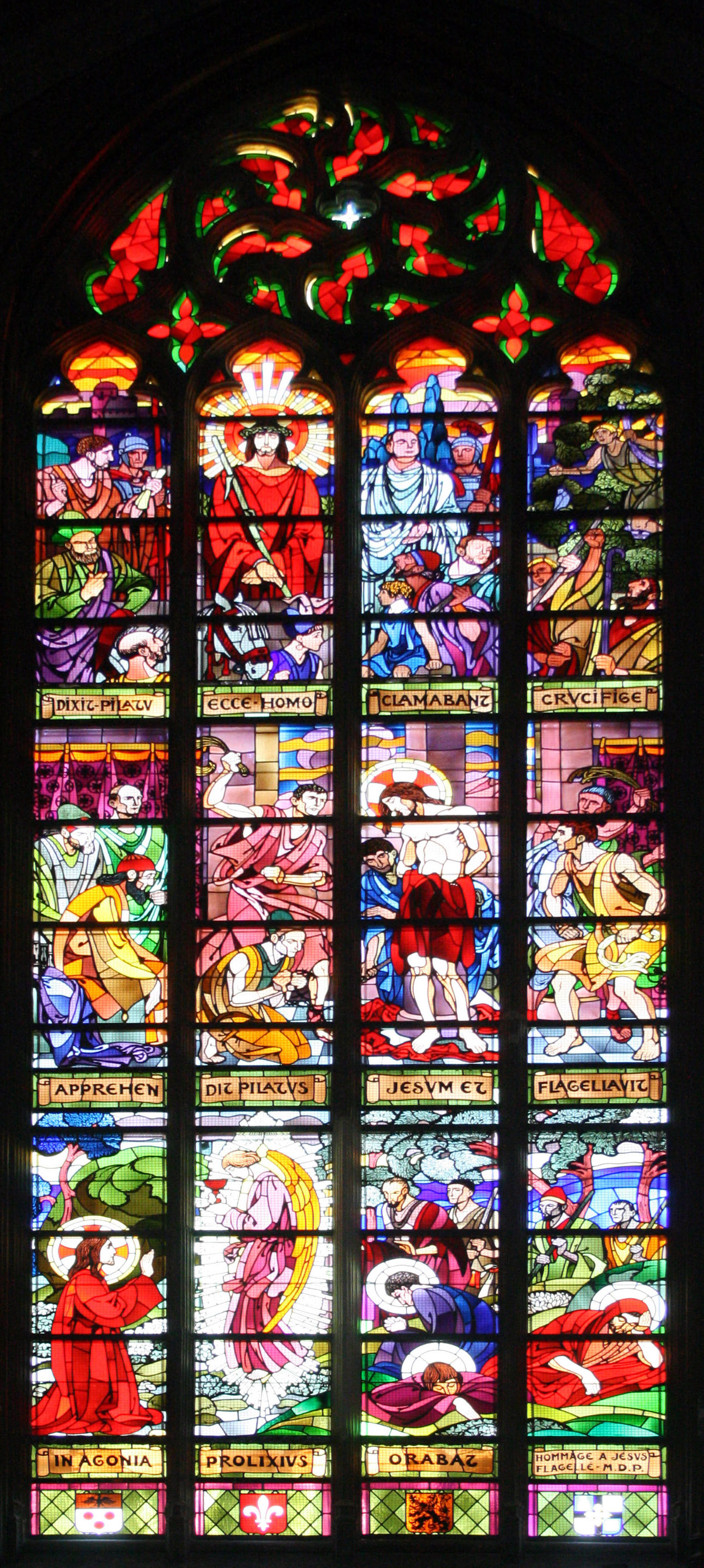
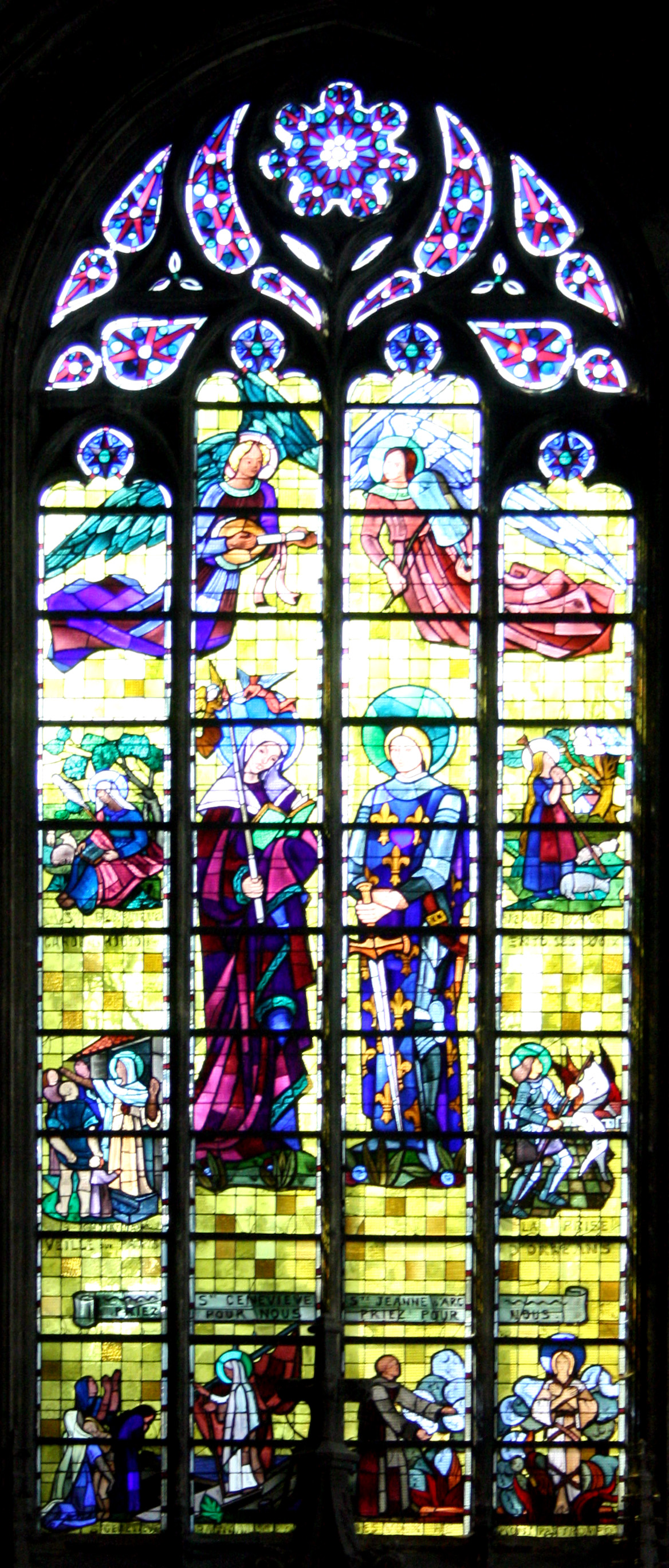